# Kopfwort
Ein Kopfwort ist ein Kurzwort, das aus dem Wortanfang (Wortkopf) eines Ursprungswortes gebildet wird. Die Abtrennung erfolgt meistens an einer Silbengrenze. Der Gegenbegriff zum Kopfwort ist „[das] Schwanzwort“, das aus dem Wortende gebildet wird. 

## Beispiele
- Auto < Automobil
- Antifa < Antifaschistische Aktion
- Akku < Akkumulator
- Promo < Promotion
- Reha < Rehabilitation